# Flotta del gruppo Ryanair
La flotta del gruppo Ryanair è composta esclusivamente da aerei a corridoio singolo, operati dalle 5 compagnie controllate Ryanair DAC, Ryanair UK, Buzz, Malta Air e Lauda Europe.

## Flotta attuale
A febbraio 2024 la flotta del gruppo Ryanair è così composta: 
| Aereo                | Ryanair | Ryanair UK | Malta Air | Buzz | Lauda Europe | Totale in flotta | Ordini |
| -------------------- | ------- | ---------- | --------- | ---- | ------------ | ---------------- | ------ |
| Airbus A320-200      |         |            |           |      | 27           | 27               |        |
| Boeing 737-700       |         |            |           | 1    |              | 1                |        |
| Boeing 737-800       | 214     | 13         | 136       | 55   |              | 410              |        |
| Boeing 737 MAX 8-200 | 118     |            | 43        | 19   |              | 177              | 73     |
| Boeing 737 MAX 10    |         |            |           |      |              | 0                | 300    |
| Totale               | 329     | 13         | 174       | 80   | 27           | 615              | 373    |

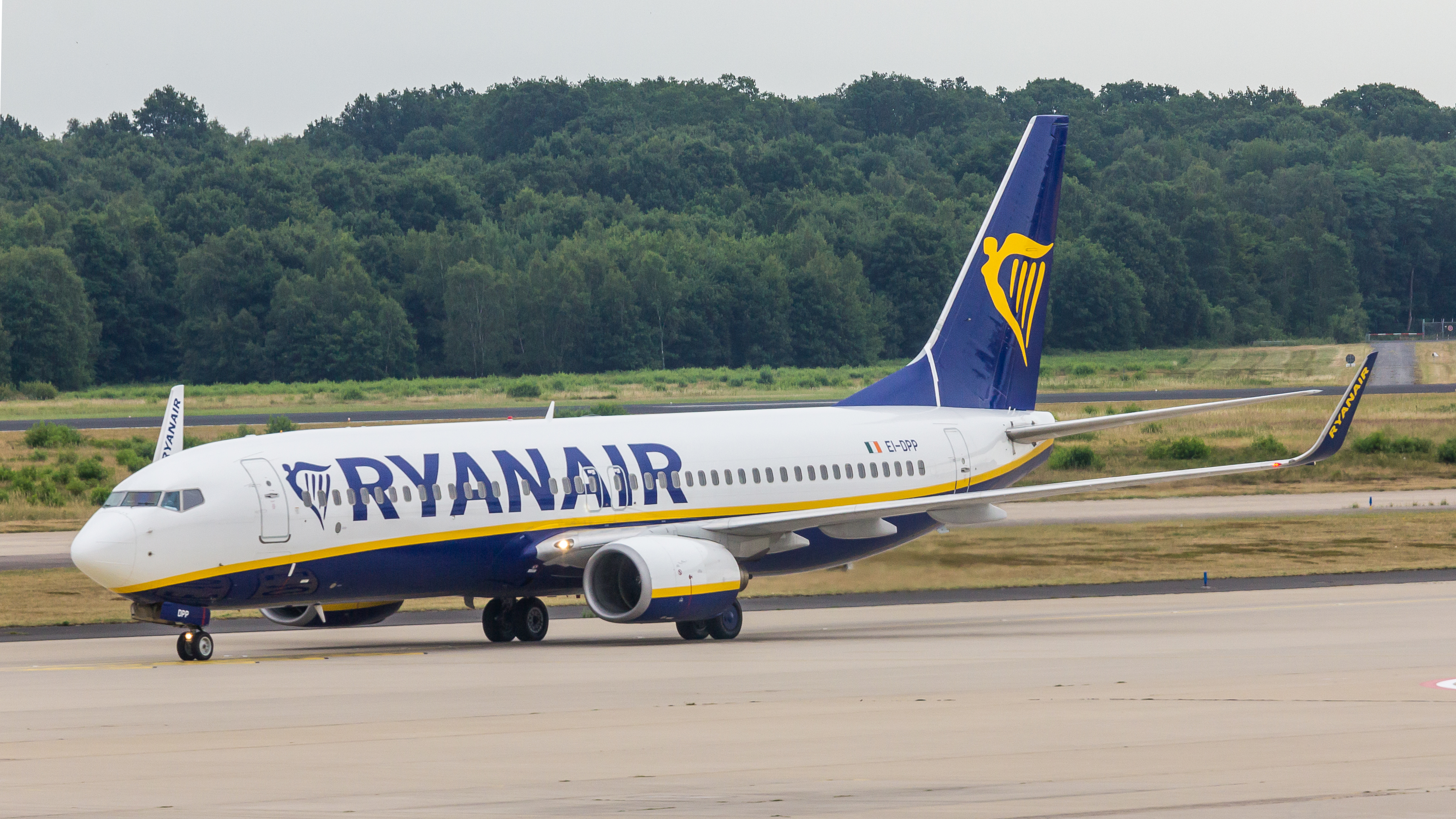
Un Boeing 737-800.

Considerando tutte le controllate, il gruppo Ryanair è il secondo maggiore operatore mondiale di aerei della famiglia Boeing 737 dopo la statunitense Southwest Airlines, e il maggiore operatore della variante 737-800.
Il giorno 8 settembre 2014 Ryanair e Boeing hanno annunciato un ordine di 100 aeromobili (più 100 opzioni) per la nuova versione Boeing 737 MAX 8-200, una variante del 737 MAX 8 caratterizzata dall'aumento dei posti a sedere a 197 grazie all'aggiunta di una uscita di sicurezza.
Il 9 maggio 2023 ha siglato un ordine per 300 Boeing 737 MAX 10 (di cui 150 opzioni): l'ordine più grande nella storia della compagnia. Gli aerei saranno consegnati dal 2027 al 2033.

### Flotta di Ryanair DAC

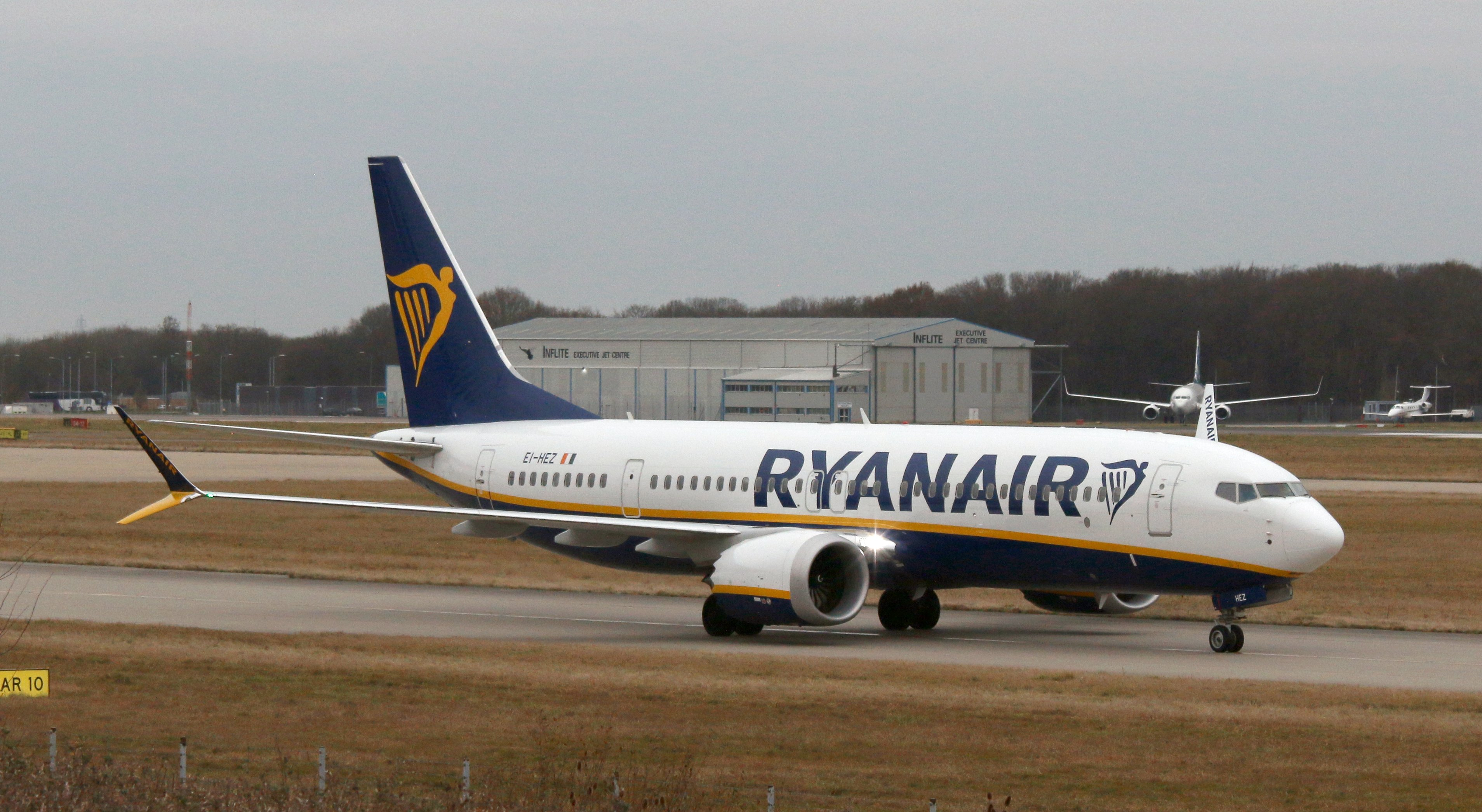
Un Boeing 737 MAX 8-200.

La flotta della controllata Ryanair DAC è così composta:

### Flotta di Ryanair UK

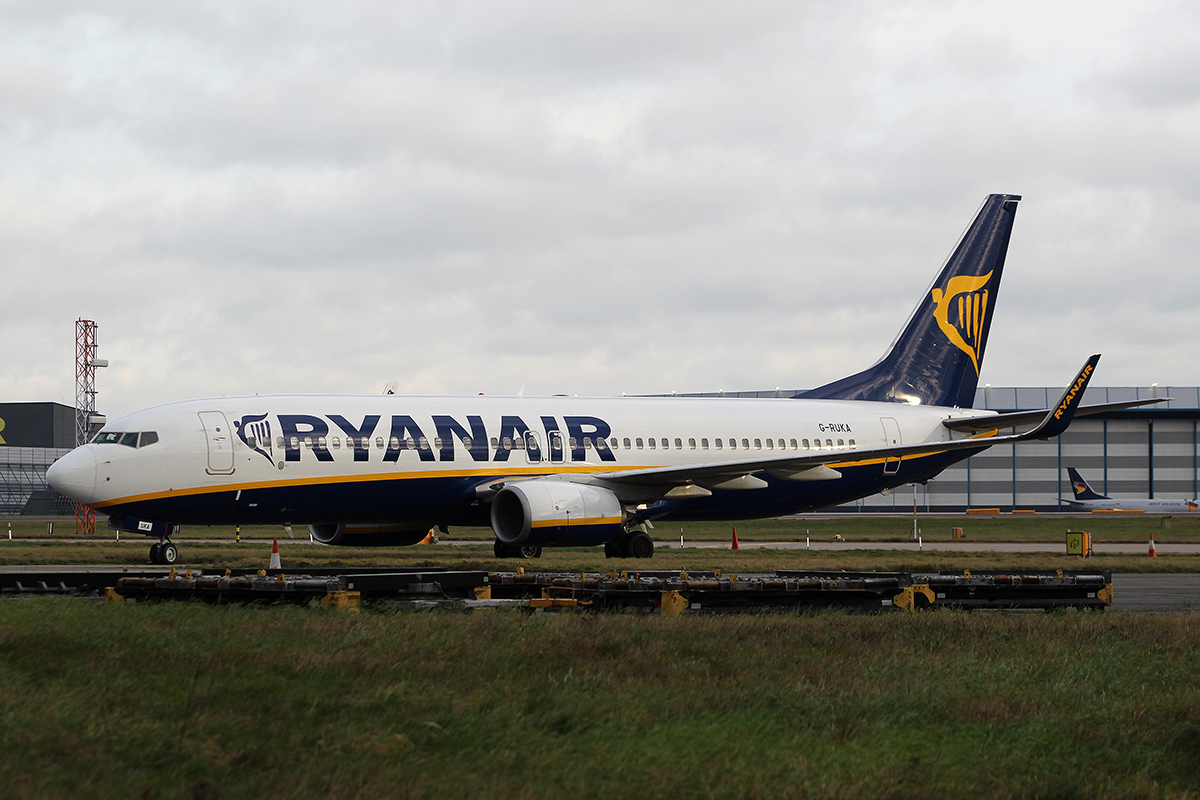
Un Boeing 737-800 di Ryanair UK

La flotta della controllata Ryanair UK è così composta:

### Flotta di Malta Air

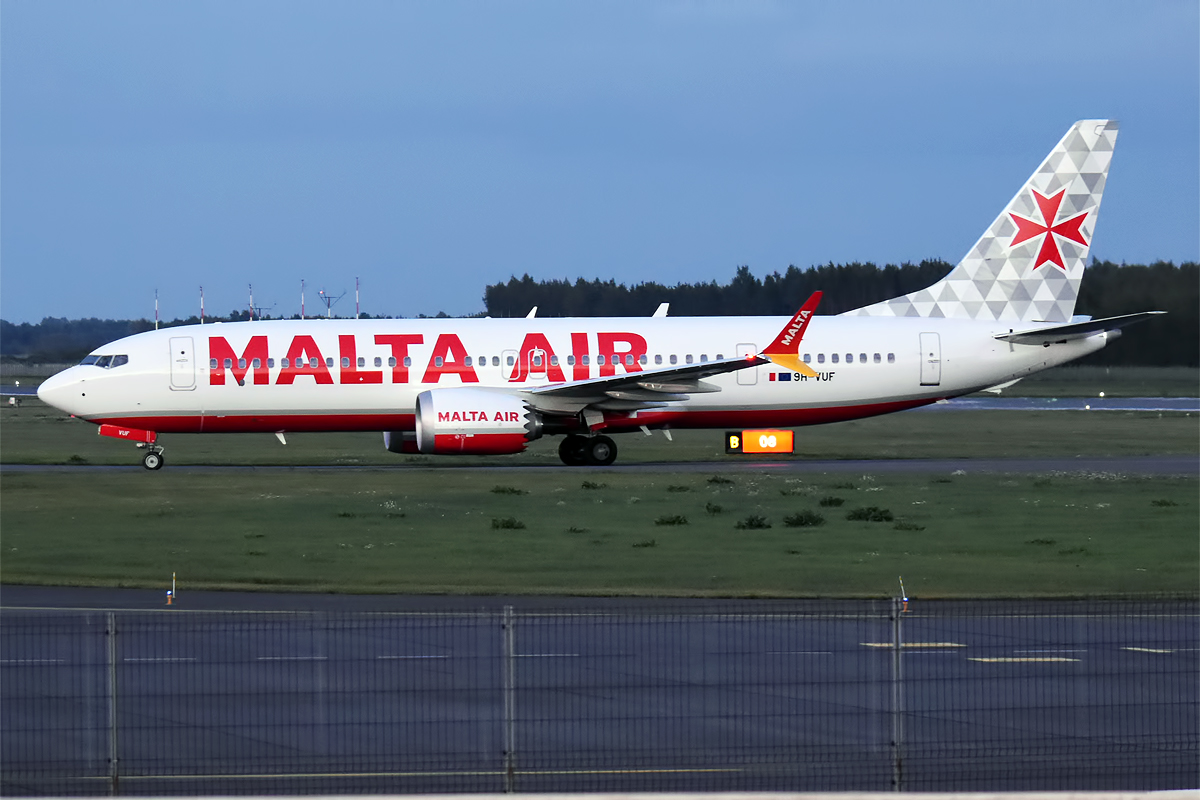
Un Boeing 737 MAX 8 di Malta Air

La flotta della controllata Malta Air è così composta:

### Flotta di Buzz

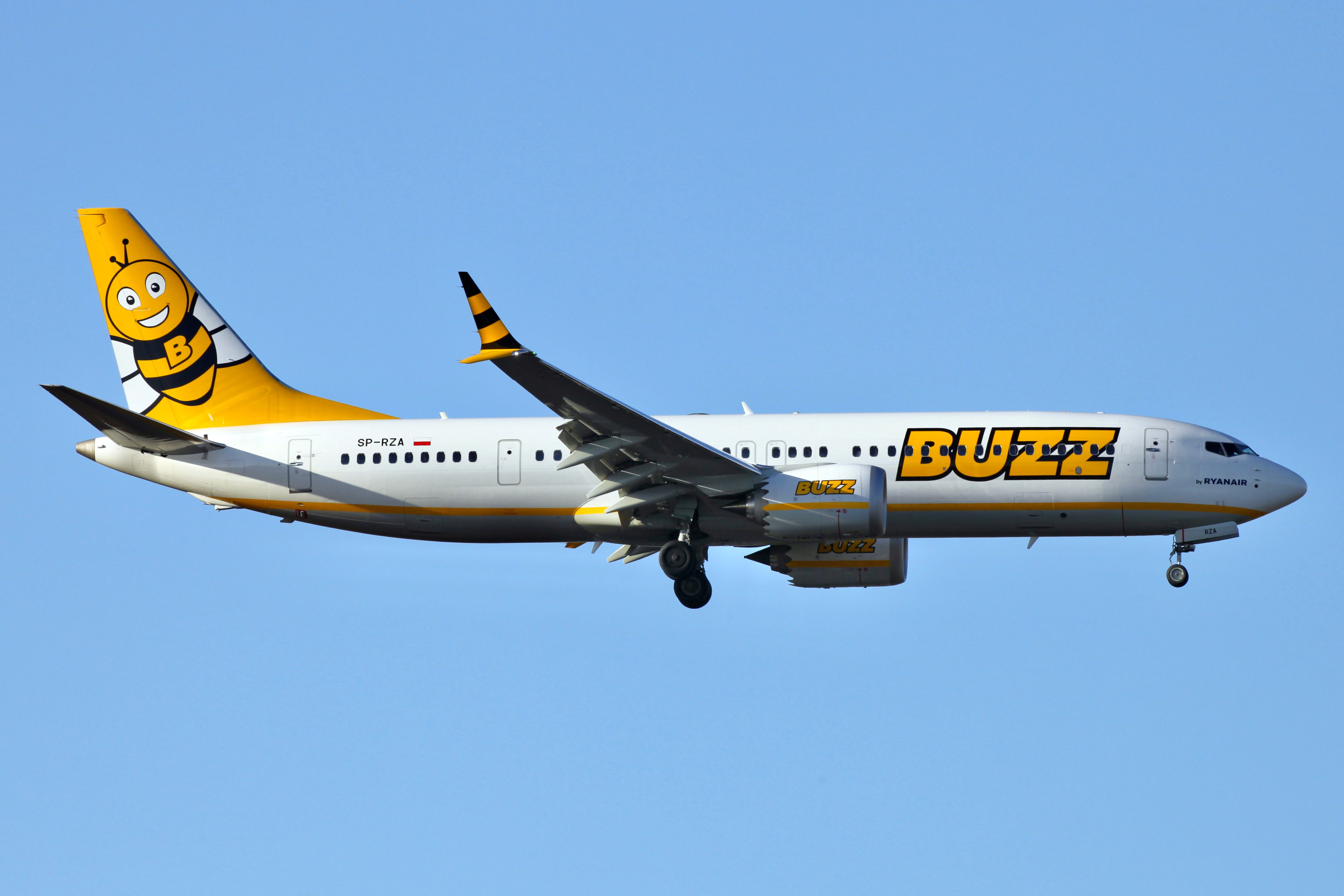
Un Boeing 737 MAX 8 di Buzz

La flotta della controllata Buzz è così composta:

### Flotta di Lauda Europe

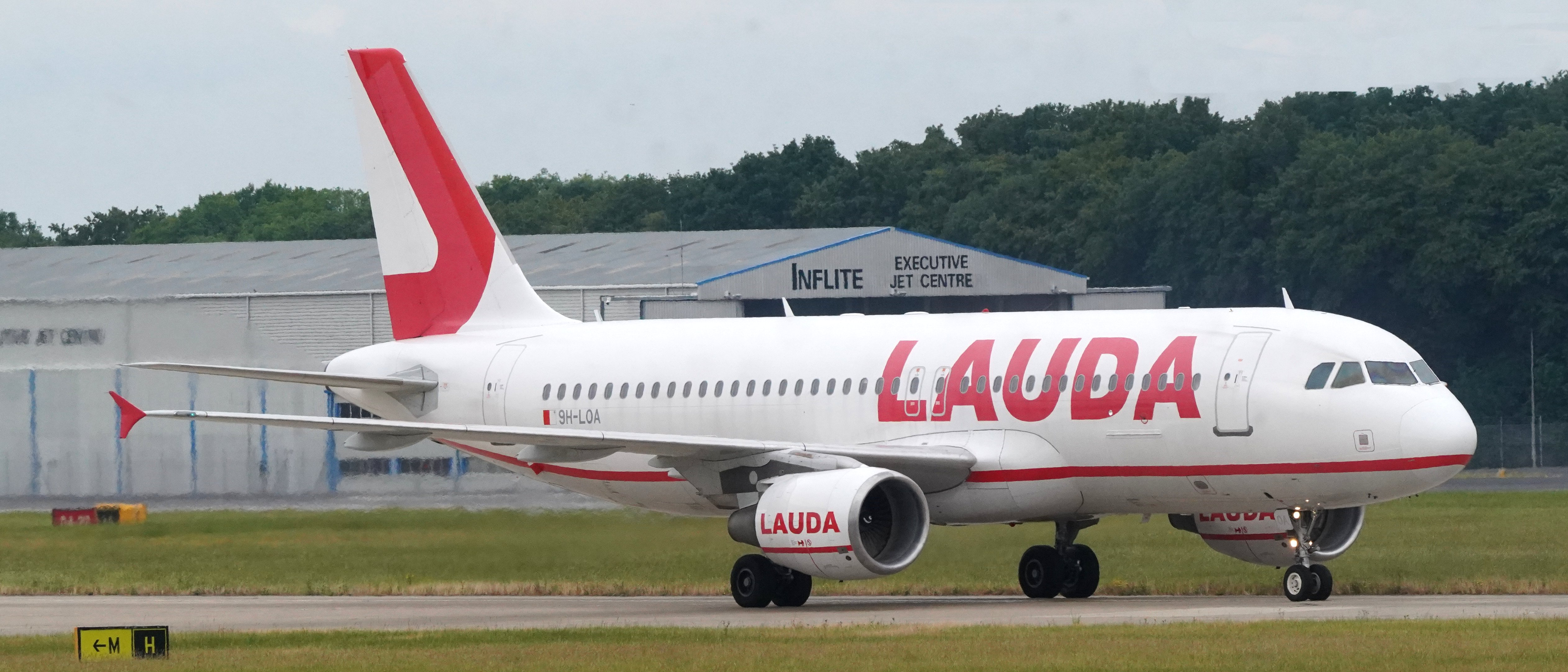
Un Airbus A320-214.

La flotta della controllata Lauda Europe è così composta:

## Flotta storica

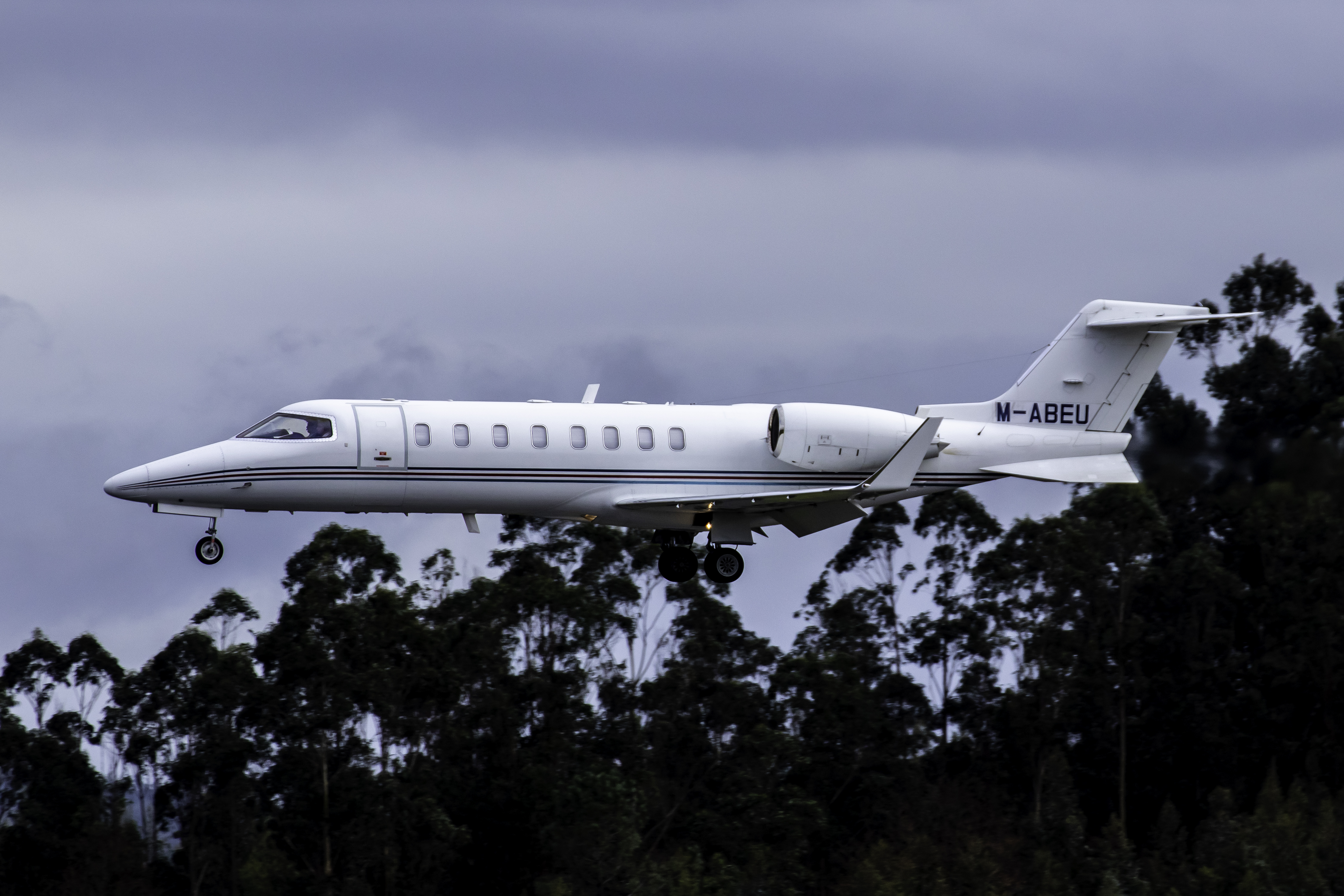
Un Learjet 45 in atterraggio all'aeroporto di Santiago di Compostela. Questo aeromobile viene utilizzato dalla compagnia per il trasporto del personale non in servizio e di pezzi di ricambio.

Il gruppo Ryanair ha operato in precedenza con i seguenti aeromobili: